# Abel Le Dudal
Joseph Abel Le Dudal (* 24. September 1939 in Oradour (Cantal); † 15. März 2009 in Maringues) war ein französischer Radrennfahrer.

## Sportliche Laufbahn
Le Dudal war Straßenradsportler und im Bahnradsport aktiv. 1962 siegte er in der ersten Austragung des Etappenrennens Tour de Combraille vor Andre Dagouret. In der Internationalen Friedensfahrt 1962 kam er auf den 45. Gesamtrang. 1963 wechselte er von den Amateuren zu den Unabhängigen, nachdem er einige Erfolge in Eintagesrennen hatte. Von 1964 bis 1966 fuhr er als Berufsfahrer. In der Vuelta a España 1963 wurde er 63.
1963 siegte er in der nationalen Meisterschaft in der Einerverfolgung der Amateure.